# Liste de plats et boissons de Roumanie et Moldavie
- Afinată
- Alivenci
- Ardei umpluţi
- Balmoș
- Bragă
- Brânză de burduf
- Brânzoaice
- Bulz
- Caltaboș
- Ciorbă de burtă
- Ciulama
- Cocoloși
- Cozonac
- Cornulete
- Divin
- Drob
- Moëlleux de haricots blancs
- Horincă
- Magiun de prunes de Topoloveni
- Mămăligă in paturi
- Mititei
- Năsal
- Ostropel
- Palincă
- Pelin
- Plăcintă
- Potroace
- Salam de Nădlac
- Salam de Sibiu
- Salată de vinete
- Sarmale
- Saucisses de Pleșcoi
- Scorcolga
- Socată
- Sfințișori
- Tochitură
- Țuică
- Vișinată
- Zacuscă
- Zmeurată